# Reba
| Оценки критиков | Оценки критиков |
| Источник        | Оценка          |
| --------------- | --------------- |
| Allmusic        | [ 1 ]           |

Reba — пятнадцатый студийный альбом американской кантри-певицы Рибы МакИнтайр, изданный 25 апреля 1988 года на студии MCA Nashville. Альбом стал третьим в карьере певицы, достигшим № 1 в кантри хит-параде Top Country Albums. Тираж альбома превысил 1 млн копий и он получил платиновый статус RIAA.

## История
С альбома вышло три сингла: «Sunday Kind of Love» (среди авторов Луи Прима и другие), «I Know How He Feels» и «New Fool At An Old Game», которые соответственно достигли #5, #1 и #1 в кантри-чарте Billboard Hot Country Songs. Синглы «I Know How He Feels» и «New Fool At An Old Game» стали её 12-м и 13-м хитами, возглавившими этот хит-парад кантри-музыки.
Альбом Reba стал 3-м для певицы диском на первом месте в кантри-чарте США (после альбомов Whoever's in New England и What Am I Gonna Do About You, оба в 1986) и он лидировал 8 недель подряд в кантри-чарте Top Country Albums.

## Список композиций
| №   | Название                       | Автор(ы)                                             | Длительность |
| --- | ------------------------------ | ---------------------------------------------------- | ------------ |
| 1.  | «So, So, So Long»              | Lisa Palas, Alan Taylor                              | 3:40         |
| 2.  | «Sunday Kind of Love»          | Barbara Belle, Anita Leonard, Луи Прима, Stan Rhodes | 3:00         |
| 3.  | «New Fool at an Old Game»      | Steve Bogard, Rick Giles, Sheila Stephen             | 3:50         |
| 4.  | «You're the One I Dream About» | Pamela Brown, Teresa Jackson                         | 3:38         |
| 5.  | «Silly Me»                     | Ben Weisman, Roberts Etoll                           | 4:14         |
| 6.  | «Respect»                      | Отис Реддинг                                         | 2:39         |
| 7.  | «Do Right by Me»               | Bogard, Giles                                        | 3:37         |
| 8.  | «I Know How He Feels»          | Rick Bowles, Williams Robinson                       | 3:20         |
| 9.  | «Wish I Were Only Lonely»      | Bogard, Giles                                        | 3:56         |
| 10. | «Everytime You Touch Her»      | Pam Rose, Pat Bunch, Mary Ann Kennedy                | 3:52         |

## Чарты

### Альбом
| Чарт (1988)                       | Лучший результат |
| --------------------------------- | ---------------- |
| U.S. Billboard Top Country Albums | 1                |
| U.S. Billboard 200                | 118              |

### Синглы
| Год  | Сингл                     | Лучший результат | Лучший результат |
| Год  | Сингл                     | US Country       | CAN Country      |
| ---- | ------------------------- | ---------------- | ---------------- |
| 1988 | «Sunday Kind of Love»     | 5                | 9                |
| 1988 | «I Know How He Feels»     | 1                | 1                |
| 1988 | «New Fool At An Old Game» | 1                | 1                |

## Сертификации
| Регион                                                      | Сертификация | Продажи    |
| ----------------------------------------------------------- | ------------ | ---------- |
| США (RIAA)                                                  | Платиновый   | 1 000 000^ |
| ^ Данные о тиражах приведены только на основе сертификации. |              |            |